# Niagara Falls Suspension Bridge
Il Niagara Falls Suspension Bridge ("ponte sospeso sulle cascate del Niagara", in inglese) è un ponte sul fiume Niagara, che collega la sponda statunitense a quella canadese delle cascate del Niagara. È stato il primo ponte sospeso praticabile per i treni e le automobili.

## Storia

Pianta della zona

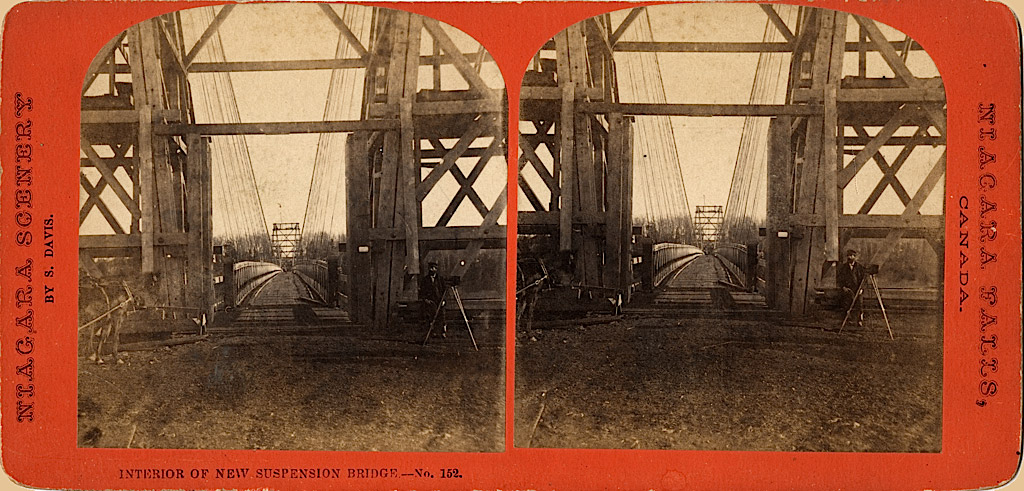
Niagara Falls Suspension Bridge, c. 1869, da Saul Davis, Department of Image Collections, National Gallery of Art Library, Washington, DC

Venne aperto al traffico nel 1855 e lo rimase fino al 1897. Era lungo 251 metri scavalcando il fiume Niagara ed era sito 4 chilometri a valle delle cascate del Niagara. Collegava fra loro le città di Niagara Falls, nello stato canadese dell'Ontario, e quella statunitense di Niagara Falls, nello Stato di New York.
Nel 1848 era stato costruito un ponte provvisorio che venne poi rimosso dopo l'apertura di quello definitivo nel 1855.